# Tritrans,policis-undekaprenil-difosfat sintaza (geranilgeranil-difosfat specifična)
Tritrans,policis-undekaprenil-difosfat sintaza (geranilgeranil-difosfat specifična) (EC 2.5.1.89, Tritrans,polycis-undecaprenyl-diphosphate synthase (geranylgeranyl-diphosphate specific)) je enzim sa sistematskim imenom geranilgeranil-difosfat:izopentenil-difosfat cistransferaza (dodaje 7 izopentenilnih jedinica). Ovaj enzim katalizuje sledeću hemijsku reakciju
geranilgeranil difosfat + 7 izopentenil difosfat {\displaystyle \rightleftharpoons } 7 difosfat + tritrans,heptacis-undekaprenil difosfat
Ovaj enzim učestvuje u biosintezi glikozilnog nosiola lipida kod pojedinih arhebakterija.

## Literatura
- Nicholas C. Price; Lewis Stevens (1999). Fundamentals of Enzymology: The Cell and Molecular Biology of Catalytic Proteins (Third изд.). USA: Oxford University Press. ISBN 019850229X.
- Eric J. Toone (2006). Advances in Enzymology and Related Areas of Molecular Biology, Protein Evolution (Volume 75 изд.). Wiley-Interscience. ISBN 0471205036.
- Branden C; Tooze J. Introduction to Protein Structure. New York, NY: Garland Publishing. ISBN 0-8153-2305-0.
- Irwin H. Segel. Enzyme Kinetics: Behavior and Analysis of Rapid Equilibrium and Steady-State Enzyme Systems (Book 44 изд.). Wiley Classics Library. ISBN 0471303097.

## Spoljašnje veze
- Tritrans,polycis-undecaprenyl-diphosphate+synthase+(geranylgeranyl-diphosphate+specific) на 